# Futbol'nyj Klub Mosėnergo
Il Futbol'nyj Klub Mosenegro (in russo футбольный клуб Мосэнерго) era una società calcistica russa di Mosca.

## Storia
Il club prende il nome dall'omonima compagnia elettrica, sussidiaria della Gazprom.
Il club è stato fondato nel 1980, ma solo con la dissoluzione dell'Unione Sovietica partecipò ad un campionato nazionale, partendo dalla Vtoraja liga, terza serie del Campionato russo di calcio.
Rimase in tale categoria per due stagioni, fino alla creazione della Tret'ja Liga (quarta serie professionistica russa), dove fu retrocesso al termine della stagione 1993. Il secondo posto del 1996 consentì alla squadra di tornare in Vtoraja liga. Rimase in tale categoria fino al 2004, anno in cui chiuse la sua storia.
Il suo miglior risultato in campionato è un quarto posto in quella che nel frattempo era stata ridenominata Vtoroj divizion, ottenuto in due occasioni: nel 1998 e nel 2001, in entrambi i casi facendo parte del girone Ovest del campionato.
In Coppa, invece, arrivò fino ai sedicesimi di finale in due stagioni: nel 1993-'94 quando, alla prima partecipazione, fu eliminato solo dai concittadini dell'Asmaral e nella stagione 1999-'00 quando fu eliminato solo ai rigori dai concittadini della Dinamo; in entrambi i casi gli avversari militavano in massima serie.

## Statistiche e record

### Partecipazione ai campionati
| Livello | Categoria       | Partecipazioni | Debutto | Ultima stagione | Totale |
| ------- | --------------- | -------------- | ------- | --------------- | ------ |
| 3º      | Vtoraja liga    | 3              | 1992    | 1997            | 9      |
| 3º      | Vtoroj divizion | 6              | 1998    | 2003            | 9      |
| 4º      | Tret'ja Liga    | 3              | 1994    | 1996            | 3      |